# サイゴン駅
サイゴン駅（サイゴンえき、ベトナム語：Ga Sài Gòn / 𥩤柴棍）はベトナム社会主義共和国のホーチミン市3区に位置するベトナム鉄道の駅であり、同国最大の規模である。元々は1885年にサイゴン-ミトー線の駅として開業し、1930年代フランス植民地時代に南北線が乗り入れた。都市計画によると、市は郊外に駅を移設する考えを持っている。
ベトナム戦争後、市名がサイゴンからホーチミン市に変更されたが、駅名はサイゴンのまま残された。

## 概要
サイゴン駅は、ベトナムホーチミン市の人口22万人が暮らす3区にある。南北線の起点駅であるハノイ駅より、1726km地点に位置する終着駅である。

## 駅構造
単式と島式の複合型ホーム3面6線をもつ地上駅である。駅舎はホームに面している。
チケット売り場が1階駅舎中心部分にあり、駅舎外周および改札内にキオスクやコーヒーショップなどの店舗やATMがある。2014年現在、2階は利用されていない。

## 駅周辺
- 駅前に、退役した蒸気機関車141-158号機が静態保存されている。
- 戦争証跡博物館 (2.3km)
- 統一会堂 (2.5km)
- サイゴン中央郵便局 (3.5km)
- サイゴン動植物園 (4.5km)
- タンソンニャット国際空港 (6km)

## ギャラリー

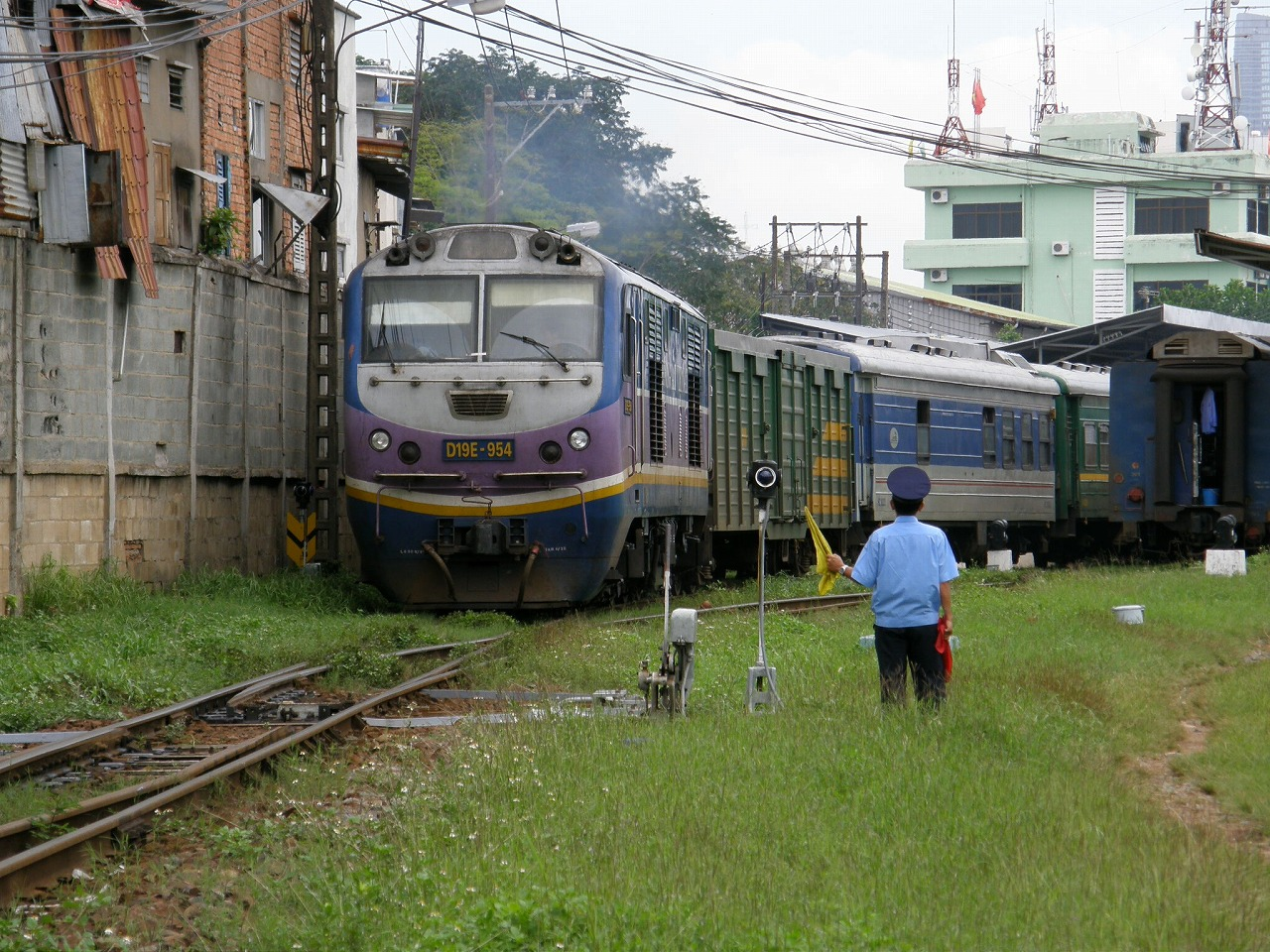
サイゴン駅を発車するD19E形ディーゼル機関車に引かれる列車
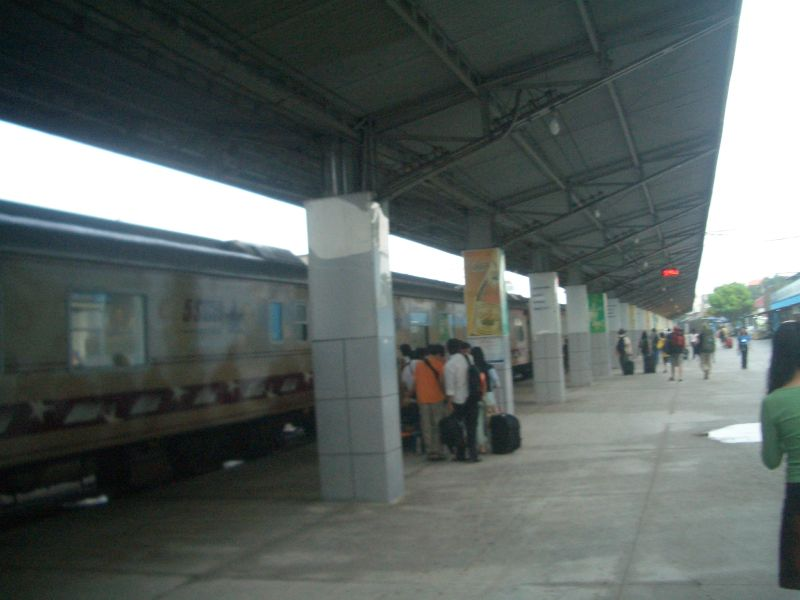
プラットホーム
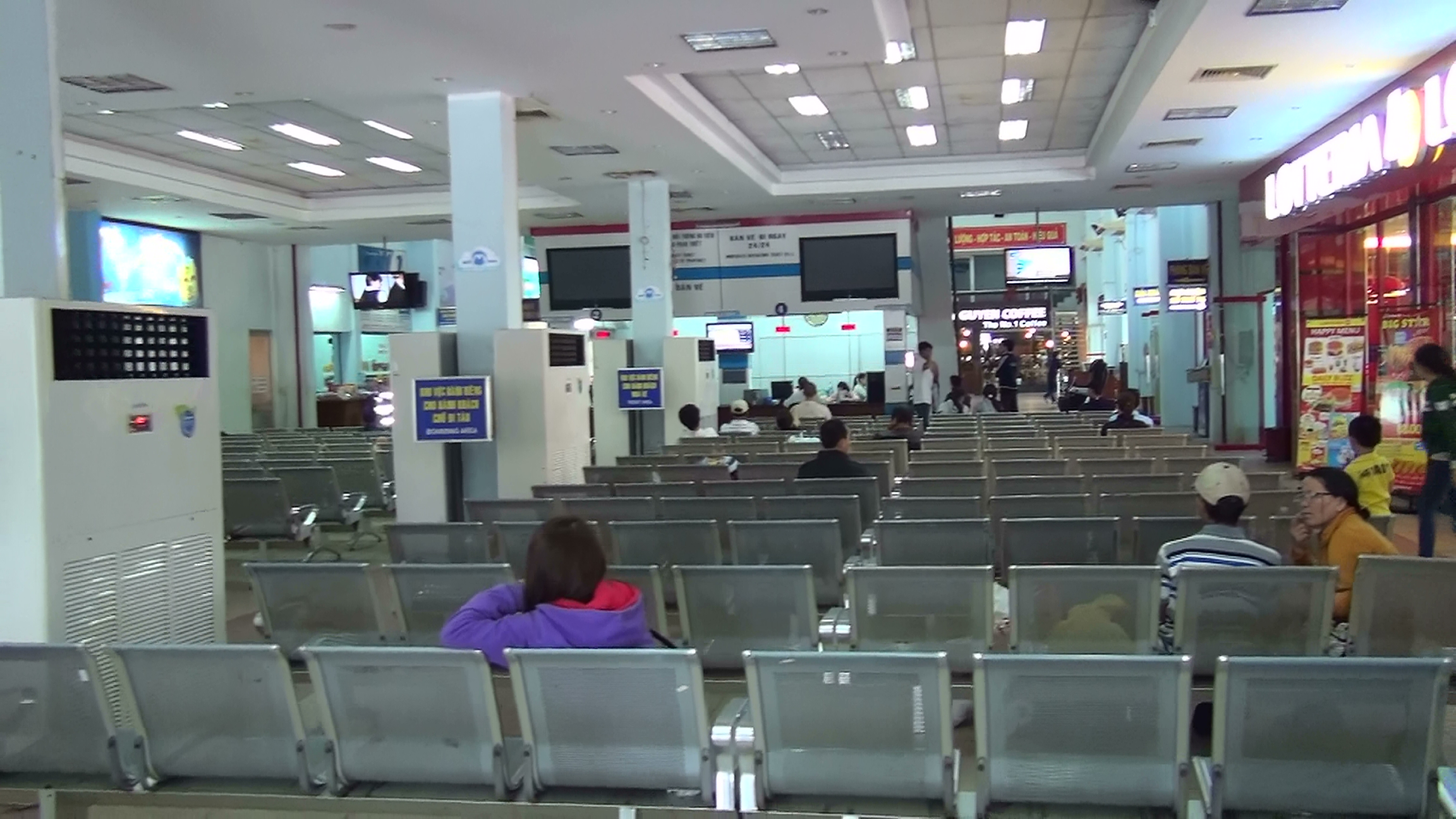
チケット売り場（2014年2月）
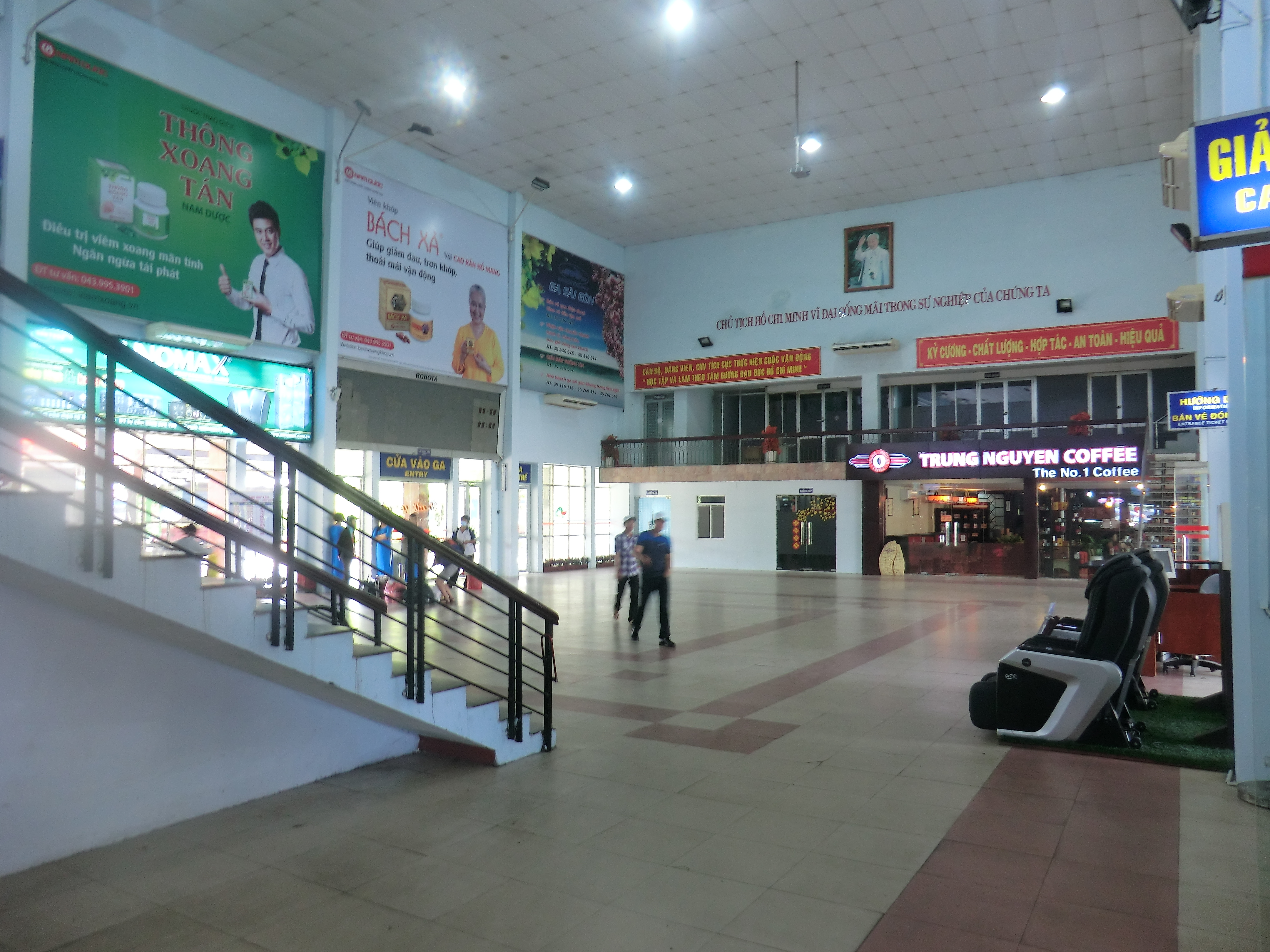
ホー・チ・ミンの肖像画が飾られる広場と改札口（2014年2月）
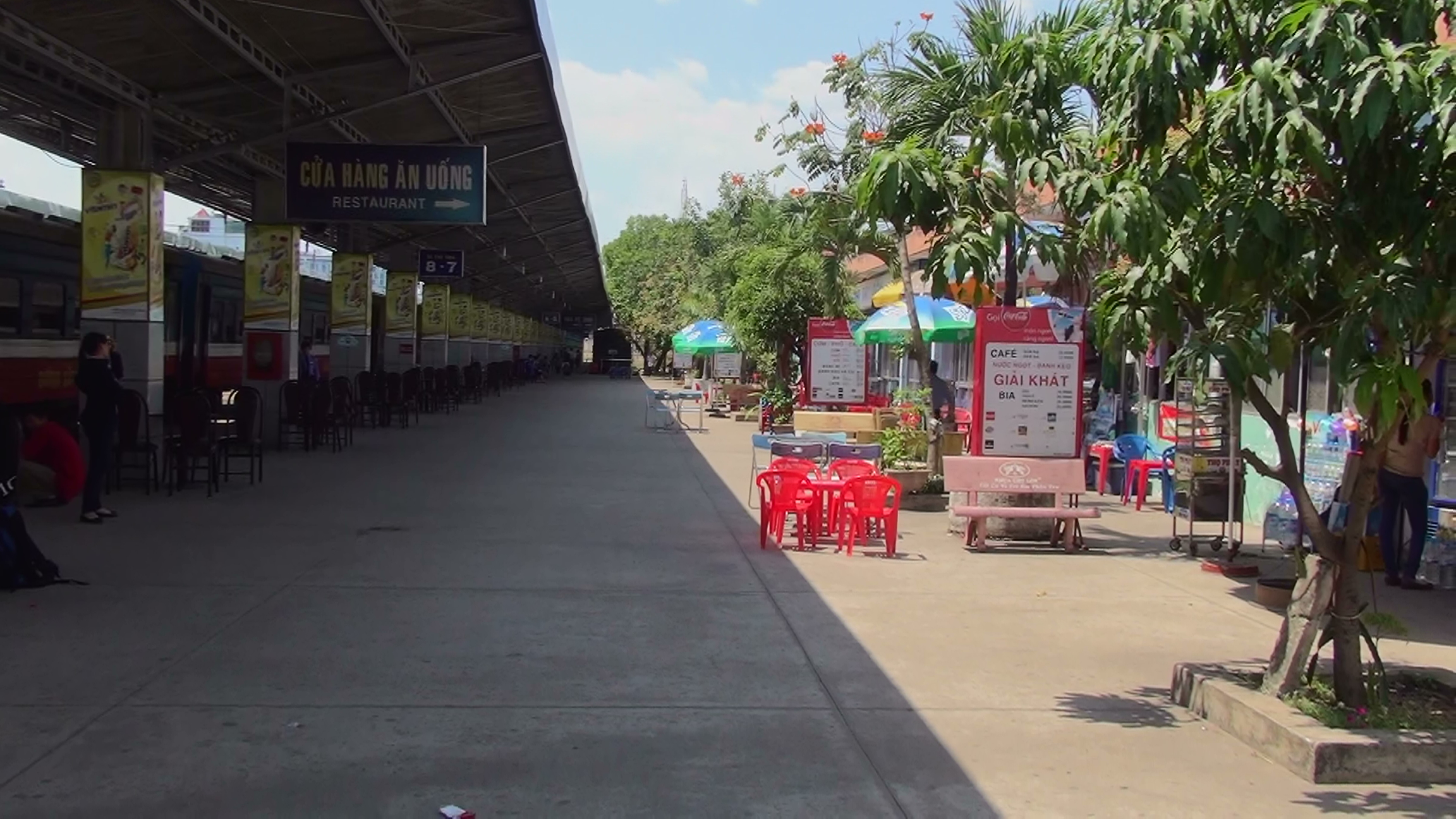
ホームと売店（2014年2月）
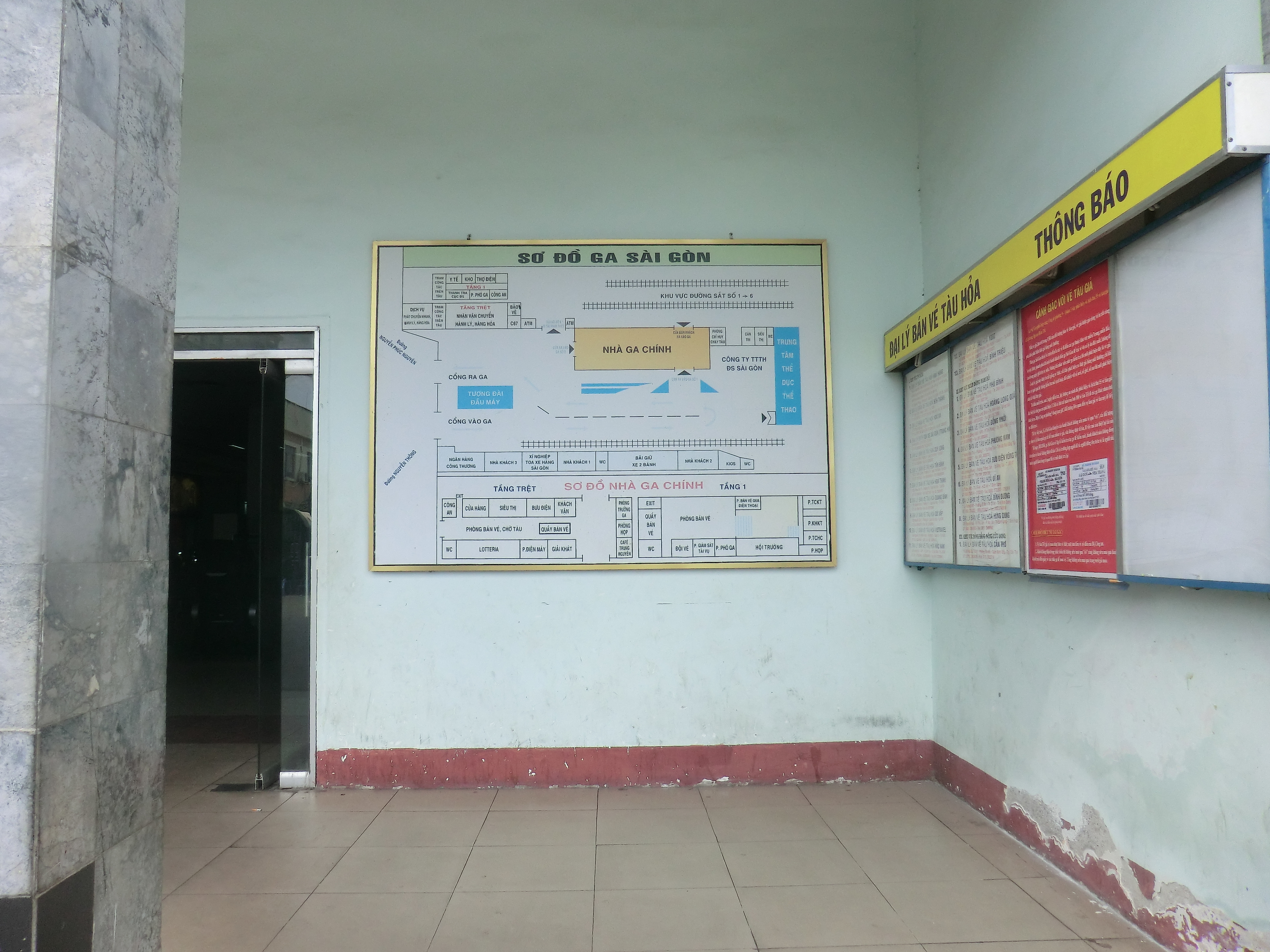
駅舎の案内板（2014年2月）
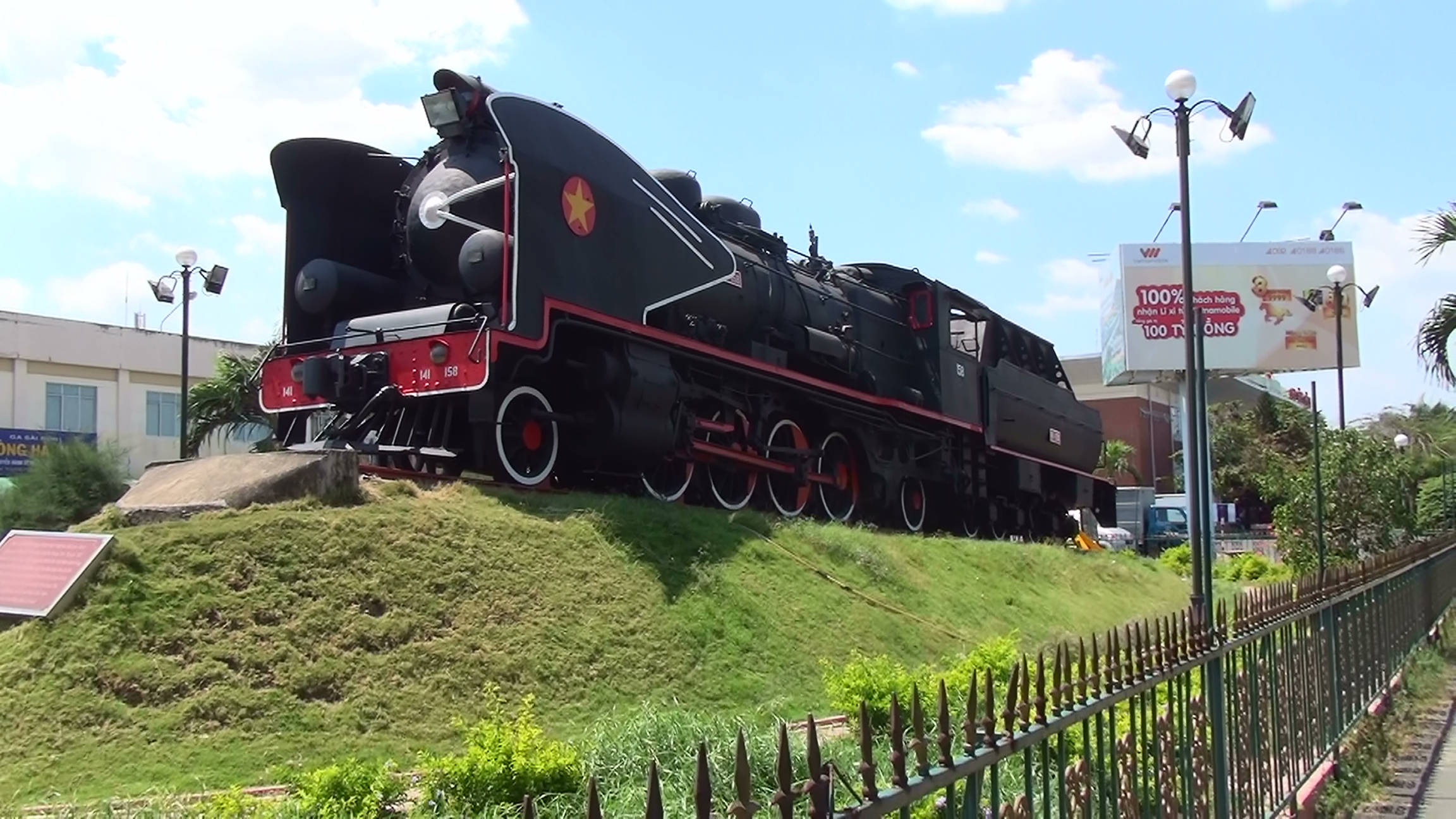
ベトナム南北統一鉄道で使われた、サイゴン駅前広場に飾られている蒸気機関車（2014年2月）
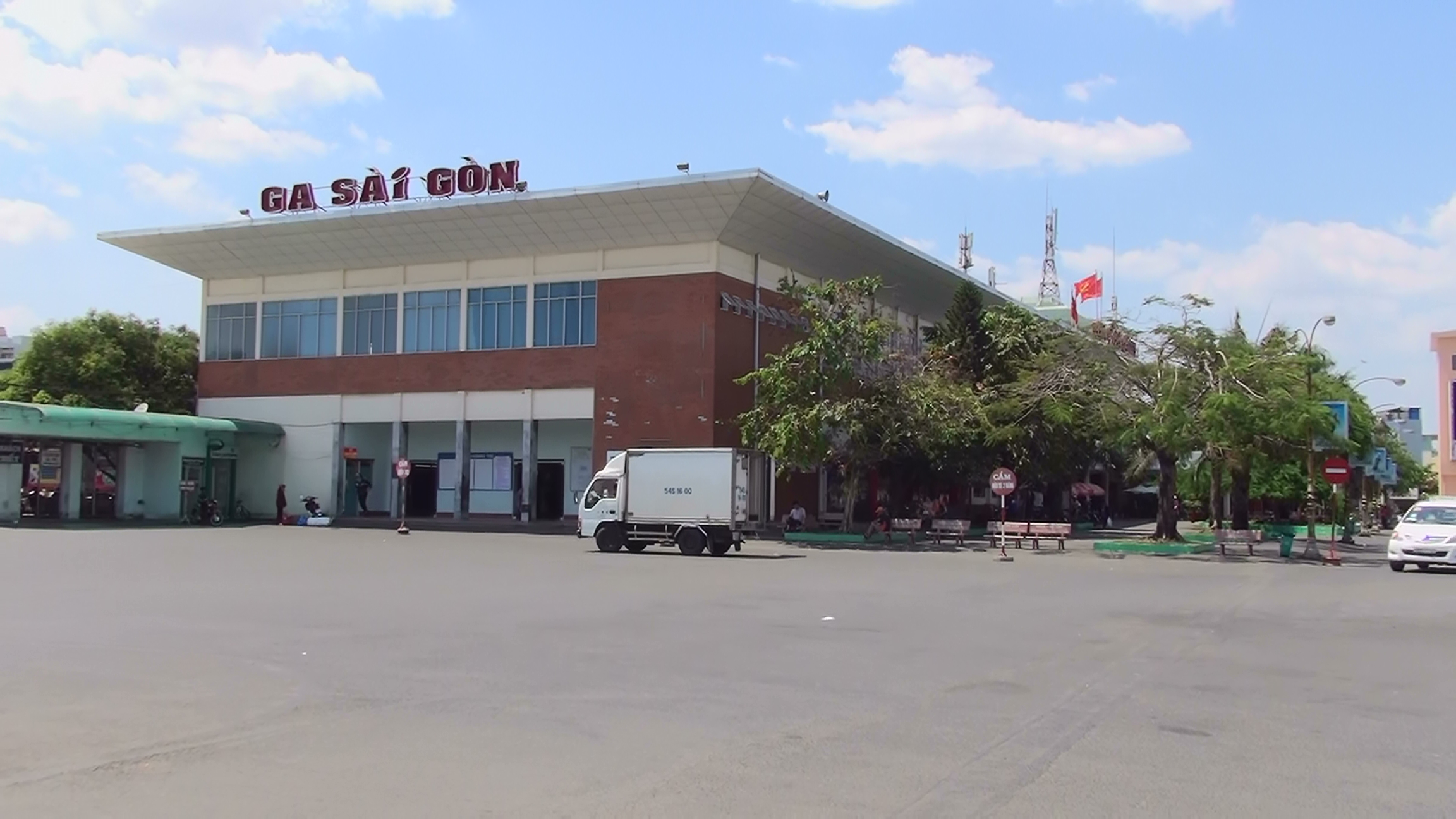
駅舎と駅前広場の一部（2014年2月）